# Chirolophis japonicus
Chirolophis japonicus är en fiskart som beskrevs av Herzenstein, 1890. Chirolophis japonicus ingår i släktet Chirolophis och familjen taggryggade fiskar. Inga underarter finns listade i Catalogue of Life.